# 潘秀芬
潘秀芬（1970年—），河北南皮人，汉族，中华人民共和国政治人物、第十一届全国人民代表大会河北地区代表。
毕业于河北农业大学邯郸分校农作物专业。加入九三学社，担任沧州农业局棉花技术推广站高级农艺师。2008年起担任全国人大代表。